# Nomadeus
Nomadeus – trzeci album grupy Aya RL, wydany w 1994 roku, nakładem wydawnictwa Pomaton EMI.
Wszystkie utwory autorstwa I. Czerniawskiego i J. Lacha, nagrane w studio AYA Warszawa, 1994. Produkcja Igor Czerniawski. Projekt graficzny: Paweł Wroniszewski. Foto: Artur Jarecki.

## Lista utworów
źródło:.
1. „Áaron” – 4:00
2. „Shága (sebordu-n` ambra)” – 6:20
3. „Wha-mo-yá” – 6:20
4. „Baracay” – 6:30
5. „Nomadeus” – 4:07
6. „Calmagon” – 5:05
7. „Lukas” – 4:55
8. „Ullian” – 5:40
9. „Calmagon (return mix)” – 3:30

## Twórcy
źródło:.
- Igor Czerniawski – wszystkie instrumenty, wokal
- Jarosław Lach – wszystkie instrumenty, wokal